# Violeta Demonte
Violeta Demonte Barreto (Paraná, Argentina, 27 de junio de 1944) es una lingüista chomskyana. Ha sido catedrática de Lengua Española de la Universidad Autónoma de Madrid y en 2008 fue acogida por el Centro de Ciencias Humanas y Sociales del Consejo Superior de Investigaciones Científicas.
Estudió en Argentina, y más tarde, en la Universidad de Indiana (EE. UU.), en la Universidad Complutense de Madrid y en la Universidad Autónoma de Madrid. Obtuvo el doctorado en Filología Hispánica por la UAM, bajo la dirección de Fernando Lázaro Carreter, con la tesis Las oraciones subordinadas sustantivas en una gramática generativa del español.
Ha publicado un manual de sintaxis, Teoría sintáctica. De las estructuras a la rección (Síntesis, 1989) y el libro Detrás de la palabra (Alianza, 1991). También ha colaborado con el académico Ignacio Bosque en la dirección de la Gramática descriptiva de la lengua española (RAE/Espasa Calpe, 1999).
Además de su labor académica, ha desempeñado cargos de importancia en la Administración, como el de directora general de Investigación (2004-2007) en el Ministerio de Educación y Ciencia de España, del que cesó el 10 de septiembre de 2007.
En 2014 le fue concedido el Premio Nacional de Investigación Ramón Menéndez Pidal.